# Constance Mantey
Constance Mantey (ur. 31 sierpnia 1976) – piłkarz ghański grający na pozycji bramkarza. W reprezentacji Ghany rozegrał 2 mecze.

## Kariera klubowa
Karierę piłkarską Mantey rozpoczął w klubie Asante Kotoko z miasta Kumasi. W jego barwach zadebiutował w ghańskiej Premier League. W 1998 roku zdobył z nim Puchar Ghany. W 2001 roku odszedł do Ashanti Gold z miasta Obuasi.

## Kariera reprezentacyjna
W reprezentacji Ghany Mantey zadebiutował w 2000 roku. W 1998 i 2000 roku był powoływany do kadry na Puchar Narodów Afryki 1998 i Puchar Narodów Afryki 2000. Na tych turniejach był rezerwowym dla odpowiednio Simona Addo i Richarda Kingsona, i nie wystąpił w żadnym meczu. W kadrze narodowej rozegrał łącznie 2 mecze.